# Rónaky József
Rónaky József (Pécs, 1946. december 7. – 2022. január 5.) magyar fizikus, az Országos Atomenergia Hivatal főigazgatója 1999 és 2013 között.

## Élete
1970-ben végzett fizikusként az ELTE-n, ahol három évvel később egyetemi doktorrá avatták. Pályafutását a Központi Fizikai Kutatóintézetben kezdte, majd a Magyar Optikai Művek lézerfejlesztési osztályvezetőjeként folytatta. 1979-től a Paksi Atomerőmű fizikusa volt, amelynek 1999-ben mondott búcsút: hat éve dolgozott baleset-elhárítási vezetőként, amikor elfogadta az Országos Atomenergia Hivatal főigazgatói megbízatását. 
Két önkormányzati ciklusban tagja volt Paks képviselő-testületének.

## Munkássága
Az Atomenergia Koordinációs Tanács elnöke, a kormányzati koordinációs bizottság elnökének szakmai helyetteseként irányította a nukleárisbaleset-elhárítási rendszert, valamint vezette a Központi Nukleáris Pénzügyi Alapot felügyelő szakbizottságot. Képviselte Magyarországot a Nemzetközi Atomenergia Ügynökség kormányzótanácsában, illetve a Gazdasági Együttműködési és Fejlesztési Szervezet (OECD) nukleáris energia ügynökségében.
Az Országos Atomenergia Hivatal főigazgatójaként elsődleges felelőssége volt – egyebek mellett – a magyarországi nukleáris biztonság szavatolása. A Hivatal által támasztott szigorú követelményeknek és az engedélyesek következetes ellenőrzésének köszönhető, hogy a magyar nukleáris létesítmények, mindenekelőtt a paksi atomerőmű nukleáris biztonsága nemzetközileg elismerten magas színvonalú. Sokat tett a nukleáris biztonság iránt elkötelezett szakembergárda kineveléséért és az intézményrendszer működtetéséért. Kiemelkedő szerepe volt a független nukleáris szakértők jogintézményének kialakításában.

## Társasági tagságai
- Nukleáris Társaság
- MTA Sugárvédelmi és Környezetfizikai Bizottsága

## Díjak, kitüntetések
- Pro Urbe Emlékérem (1999, Paks)
- Bozóky László-díj (2007)[4]
- Magyar Érdemrend Lovagkeresztje (2013)
- A Magyar Mérnöki Kamara tiszteletbeli tagja (2013)
- Héliosz-díj (2014)
- Wigner Jenő-díj (2015)